# Nilokheri
Nilokheri là một thành phố và là nơi đặt ủy ban đô thị (municipal committee) của quận Karnal thuộc bang Haryana, Ấn Độ.

## Địa lý
Nilokheri có vị trí 29°50′B 76°55′Đ / 29,83°B 76,92°Đ Nó có độ cao trung bình là 237 mét (777 feet).

## Nhân khẩu
Theo điều tra dân số năm 2001 của Ấn Độ, Nilokheri có dân số 16.400 người. Phái nam chiếm 52% tổng số dân và phái nữ chiếm 48%. Nilokheri có tỷ lệ 73% biết đọc biết viết, cao hơn tỷ lệ trung bình toàn quốc là 59,5%: tỷ lệ cho phái nam là 77%, và tỷ lệ cho phái nữ là 69%. Tại Nilokheri, 13% dân số nhỏ hơn 6 tuổi.